# 1592 год в науке
В 1592 году произошли различные научные и технологические события, некоторые из которых представлены ниже.

## События
- В этом году «день числа пи» 14 марта, изображаемый как 3/14/1592, даёт максимальное число правильных цифр числа {\displaystyle \pi }.
- 23 мая — Джованни Мочениго донёс на Джордано Бруно венецианской инквизиции. Бруно арестован и брошен в тюрьму[1].
- 26 сентября — Галилей получил кафедру математики в Падуанском университете, где преподавал 18 лет[2]..
- Между 1592 и 1597 годами Галилей изобрёл термометр («термоскоп»), ещё без шкалы[3].
- В Дублине (Ирландия) учреждён Тринити-колледж, элитное и престижное учебное заведение.

## Публикации
- Просперо Альпини: De Plantis Ægypti liber.
- В Риме опубликован сокращённый перевод географического сборника Мухаммада аль-Идриси XII века под названием De geographia universali or Kitāb Nuzhat al-mushtāq fī dhikr al-amṣār wa-al-aqṭār wa-al-buldān wa-al-juzur wa-al-madā’ in wa-al-āfāq.
- Фабио Колонна: Phytobasanos.
- Джованни Антонио Маджини:
  - De Planis Triangulis, описывающее использование квадранта в геодезии и астрономии;
  - Tabula tetragonica.
- Планциус, Петер: Nova et exacta Terrarum Tabula geographica et hydrographica[4], самая известная из его карт мира.
- Жозеф Жюст Скалигер: Nova Cyclometria. Автор даёт ошибочное решение классических проблем построения с помощью линейки и циркуля удвоения куба и трисекции угла[5].

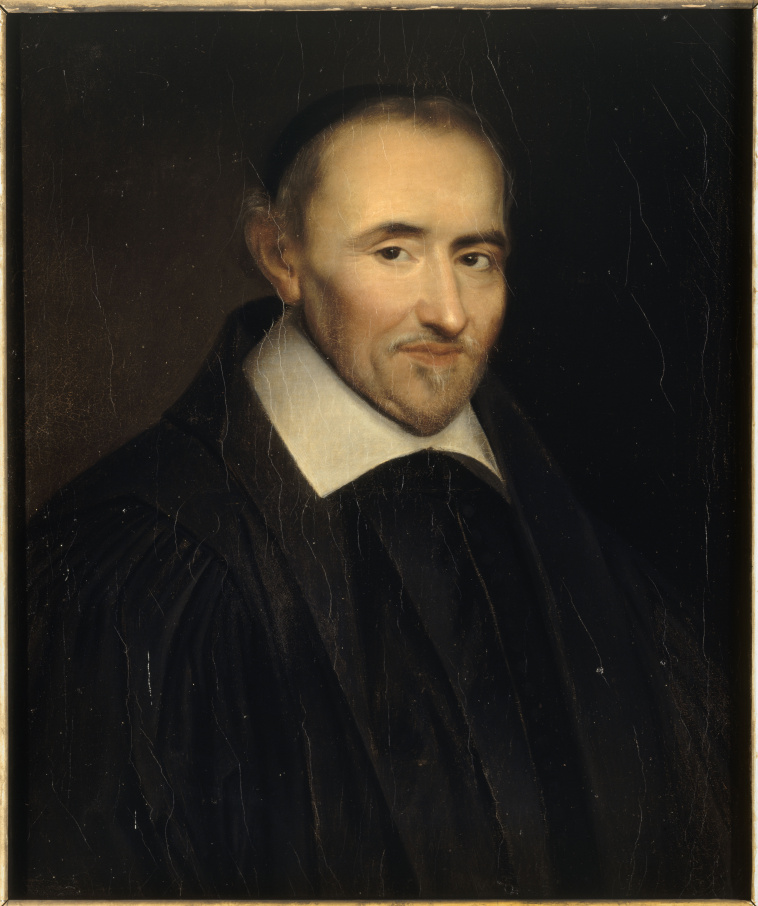
Пьер Гассенди

## Родились
См. также: Категория:Родившиеся в 1592 году
- 22 января — Пьер Гассенди, французский математик, философ-атомист и астроном (ум. в 1655 году).
- 28 марта — Ян Амос Коменский, чешский педагог-гуманист, писатель, общественный деятель, основоположник научной педагогики (ум. в 1670 году).
- 22 апреля — Вильгельм Шиккард, немецкий изобретатель, математик и астроном, создатель первого механического арифмометра (ум. в 1635 году).
- Джон Гудайер, английский ботаник (ум. в 1664 году).

## Скончались
См. также: Категория:Умершие в 1592 году
- Май — Томас Кэвендиш, английский пират, прославившийся своей жестокостью (род. в 1560 году).
- 17 июля — Педро Сармьенто де Гамбоа, испанский мореплаватель, гуманист, писатель, поэт, учёный-энциклопедист, автор книги по истории инков (род. в 1532 году).
- 28 октября — Ожье Гислен де Бусбек, фламандский учёный-энциклопедист, дипломат и писатель (род. в 1522 году).